# دنبیوگورا
دنبیوگورا (به لهستانی:  Dębiogóra) یک روستا در لهستان است که در گمینا کوژمین ویلکوپولسکی واقع شده‌است.